# Helena Hedman
Helena Hedman (...) è un'ex sciatrice alpina svedese.

## Biografia
Discesista pura, la Hedman vinse il titolo nazionale svedese nel 1981; non prese parte a rassegne Giochi olimpici invernali né ottenne piazzamenti in Coppa del Mondo o ai Campionati mondiali.

## Palmarès

### Campionati svedesi
- 1 oro (discesa libera nel 1981)[1]